# Кафявозъбки
Кафявозъбките (Sorex) са род дребни бозайници от семейство Земеровкови (Soricidae), включващ повечето широко разпространени в умерените зони на Северното полукълбо видове земеровки. Срещат се и в някои планински области на Еквадор, Колумбия и Венецуела. В България се срещат два вида - обикновена кафявозъбка (Sorex araneus) и малка кафявозъбка (Sorex minutus).
Кафявозъбките са сравнително дребни, с дължина на тялото 40-90 mm и маса 2-16 g. Козината е къса и мека, горната страна на тялото е кафява до черна, а долната обикновено е по-светла. Размерът и формата на черепа се променя с възрастта, като преминава през няколко етапа. При някои видове се наблюдава феномена на Денел – размерът на тялото и черепа намаляват през зимата, като адаптация за намаляване на загубите на енергия през студения сезон.
Подобно на останалите земеровки, кафявозъбките имат дълги заострени муцуни, малки уши, които често са труднозабележими, и мирисни жлези по страничната част на тялото. Зрението им обикновено е слабо и разчитат на слуха и обонянието, за да улавят храната си, главно насекоми. Някои видове използват и ехолокация в ултразвуковия спектър.

## Видове
Род Sorex – Кафявозъбки
Sorex planiceps
Sorex thibetanus
Подрод Otisorex
Sorex alaskanus
Sorex bairdi
Sorex bendirii
Sorex camtschatica
Sorex cinereus
Sorex dispar
Sorex fumeus
Sorex gaspensis
Sorex haydeni
Sorex hoyi
Sorex jacksoni
Sorex leucogaster
Sorex longirostris
Sorex lyelli
Sorex macrodon
Sorex milleri
Sorex monticolus
Sorex nanus
Sorex neomexicanus
Sorex oreopolus
Sorex orizabae
Sorex ornatus
Sorex pacificus – Гигантска кафявозъбка
Sorex palustris
Sorex portenkoi
Sorex preblei
Sorex pribilofensis
Sorex rohweri
Sorex sonomae
Sorex tenellus
Sorex ugyunak
Sorex vagrans
Sorex veraepacis
Подрод Sorex
Sorex alpinus – Алпийска кафявозъбка
Sorex antinorii
Sorex araneus – Обикновена кафявозъбка
Sorex arcticus
Sorex arunchi
Sorex asper
Sorex averini
Sorex bedfordiae
Sorex buchariensis
Sorex caecutiens
Sorex cansulus
Sorex coronatus
Sorex cylindricauda
Sorex daphaenodon
Sorex excelsus
Sorex gracillimus
Sorex granarius
Sorex hosonoi
Sorex isodon
Sorex kozlovi
Sorex maritimensis
Sorex minutissimus
Sorex minutus – Малка кафявозъбка
Sorex mirabilis
Sorex raddei
Sorex roboratus
Sorex samniticus
Sorex satunini
Sorex shinto
Sorex sinalis
Sorex tundrensis
Sorex unguiculatus
Sorex volnuchini
Sorex yukonicus
Подрод incertae sedis
Sorex arizonae
Sorex emarginatus
Sorex merriami
Sorex saussurei
Sorex sclateri
Sorex stizodon
Sorex trowbridgii
Sorex ventralis
Sorex veraecrucis